# Leopold Auspitz
Leopold Auspitz (poznan pod psevdonimoma Egon Berg in Conrad Kurz), avstrijski general in pisatelj, * 5. december 1838, † 23. februar 1907.

## Življenjepis
Rodil se je kirurgu Moritzu Auspitzu (1803–1880). Njegov starejši brat Heinrich Auspitz (1835–1886) je postal dermatolog. Leta 1840 se je družina preselila na Dunaj, kjer je oče postal zdravnik v judovski bolnišnici.
V sestavi 49. pehotnega polka se je udeležil treh vojn. Ob upokojitvi 1. novembra 1895 je bil povišan v častnega generalmajorja.
Leta 1846 se je poročil s Henrietto Eggenberg, s katero sta imela dva otroka:
- Christine Auspitz (1878-1928), literarna zgodovinarka ter
- Walther Ernst von Auspitz (1888-1974), častnik, geneolog in pisatelj.

Iz judovske vere je prestopil v rimokatolištvo.

## Pregled vojaške kariere
Napredovanja
- generalmajor: 1. november 1895

## Dela
- Betrachtungen über den Ostasiatischen Krieg in "Die Fackel"[7]
- Das Buch der Bücher, Sterne vom Denker- und Dichterhimmel aller Zeiten und Völker, in Aphorismen der Welt-Literatur gesammelt und geordnet von Egon Berg, K. Prochaska, 1873
- Syn. Egon Berg: Das Buch der Bücher: Aphorismen der Welt-Literatur, Band 1 Geist und Welt, Band 2 Herz und Natur, Prochaska 1884/1885
- Der Stil. Zum Gebrauche für Mittelschulen und zum Selbstunterrichte, 1886
- Das Infanterieregiment Freiherr von Hess NR.49: Eine Chronik nach den Weisungen des Regiments K.k. Hofbuchdruckereri Kerl Prochaska Teschen 1889 (Reprint: BiblioBazaar 2010, ISBN 1-1427-4253-9)
- Leopold Auspitz, Paul Auspitz: Meister-Prosa. 2 Bände, Prochaska, 1895
- Aus bewegter Zeit: Abhandlungen und Reden, Braumüller Wien, Leipzig 1904 (Neuauflage Kwssinger Pub Co 2010, ISBN 1-1603-0706-7)
- Nackt, 1905